# Otto Nägeli
Otto Nägeli oder Otto Naegeli (* 22. September 1843 in Oberneunforn; † 18. Dezember 1922 in Ermatingen) war ein Schweizer Mediziner, Heimatforscher und Mundartautor.

## Leben

### Familie
Otto Nägeli war der Sohn des Mediziners Johannes Nägeli (1810–1865) und von dessen Ehefrau Susanna (geb. Ziegler). 1847 verlegte sein Vater die Praxis nach Ermatingen.
Er war ab 1869 mit Maria Magdalena Nägeli, geborene Oettli, verheiratet. Gemeinsam hatten sie sechs Kinder, darunter zwei Söhne gehörten, die ebenfalls Mediziner wurden:
- Otto Naegeli;
- Oskar Naegeli.

Zu seinen Nachfahren gehört der Künstler Harald Naegeli.

### Werdegang
Nachdem Otto Nägeli 1862 seine Matura an der Kantonsschule Frauenfeld abgelegt hatte, immatrikulierte er sich zu einem Studium der Medizin an der Universität Zürich, das er an der Universität Würzburg, der Universität Prag und der Universität Bern fortsetzte.
Er war anfangs seiner Berufstätigkeit Assistent bei Otto Kappeler am Kantonsspital Münsterlingen. 1867 übernahm er die Praxis seines zwei Jahre zuvor verstorbenen Vaters in Ermatingen. Von 1872 bis 1917 wirkte er überdies als Bezirksarzt.

### Schriftstellerisches und lokalhistorisches Wirken
Otto Nägeli wurde durch seine Mundartdichtungen, unter anderem 1898 mit D’Gangfischsegi und 1910 mit Groppefasnacht und Seebluest bekannt. In diesen Dichtungen stellte er die Ermatinger Bräuche dar; sie wurden anschliessend eine Fundgrube für Dialektforscher. Weiterhin beschäftigte er sich mit der lokalen Historie von Ermatingen und Umgebung, so veröffentlichte er 1902 Die Familie Khym von Ermatingen.
Sein medizinisches Hauptwerk war Therapie von Neuralgien und Neurosen durch Handgriffe, das er 1894 veröffentlichte und welches später mehrfach neu aufgelegt wurde. Mit dieser Schrift war er Mitbegründer der Manuellen Medizin in Europa. Seine Griffe werden auch heute noch unter anderem an der Sanitätsakademie der Bundeswehr in München gelehrt. Er publizierte seine medizinischen Beiträge gelegentlich im Correspondenzblatt für Schweizerische Ärzte.
Er pflegte unter anderem eine Freundschaft mit dem Arzt und Schriftsteller Elias Haffter. In den 1870er Jahren beschäftigte er sich mit den Pfahlbauten bei Ermatingen und liess am Langenrain bei Wollmatingen Grabungen durchführen.

## Mitgliedschaften
Otto Nägeli war ab 1872 Mitglied des Historischen Vereins des Kantons Thurgau, der 1859 gegründet worden war.
Er übte mehrmals das Amt des Präsidenten des Thurgauer Ärztevereins aus.

## Schriften (Auswahl)
- Ein Handgriff zur Unterdrückung des Stickkrampfs beim Keuchhusten. In: Correspondenzblatt für Schweizerische Ärzte. 15. Juli 1889, S. 417–423 (Digitalisat).
- mit Eugen Wehrli: Beitrag zu einer Flora des Kantons Thurgau: Verzeichnis der Gefässpflanzen des Bezirkes Frauenfeld, des Hinterthurgaus und des Untersees. In: Mitteilungen der Thurgauischen Naturforschenden Gesellschaft. Band 9. 1890 (Digitalisat in E-Periodica).
- Therapie von Neuralgien und Neurosen durch Handgriffe. Basel/Leipzig 1894 (Digitalisat). In zweiter Auflage: Behandlung und Heilung von Nervenleiden und Nervenschmerzen durch Handgriffe. Jena 1899 (Digitalisat).
- D'Gangfischsegi – E humoristisches Kulturbild us de Fufzgerjohre. Huber, Frauenfeld 1898.
- Im Fälklein: Eine fröhliche Badenerfahrt aus alter Zeit. 1898.
- Die Familie Khym von Ermatingen. In: Thurgauer Beiträge zur vaterländischen Geschichte. 1902, S. 76–125 (Digitalisat).
- August Mayer von Ermatingen: 1818–1902. In: Thurgauer Beiträge zur vaterländischen Geschichte. 1903, S. V–IX (Digitalisat).
- Groppefasnacht und Seebluest. Huber, Frauenfeld 1910.
- Die Grabdenkmäler in der Kirche zu Ermatingen. In: Thurgauer Beiträge zur vaterländischen Geschichte. 1910, S. 145–166 (Digitalisat).
- Pach der Hunderttausendste. In: Die Schweiz: schweizerische illustrierte Zeitung. Band 17. 1913, S. 559–561 (Digitalisat).
- Operater und Chirurgus (I+II). In: Die Schweiz: schweizerische illustrierte Zeitung. Band 23. 1919, S. 519–526 (Digitalisat).
- Operater und Chirurgus (Fortsetzung). In: Die Schweiz: schweizerische illustrierte Zeitung. Band 23. 1919, S. 579–584 (Digitalisat).
- Operater und Chirurgus (Schluss). In: Die Schweiz: schweizerische illustrierte Zeitung. Band 23. 1919, S. 625–628 (Digitalisat).
- Am Undersee. In: Schwyzerlüt. Band 3, Heft 7–9. 1940–1941, S. 16 (Digitalisat).
- Im Wind. In: Schwyzerlüt. Band 7, Heft 1–3. 1944–1945, S. 45 (Digitalisat).